# 슈퍼 마리오 월드
《슈퍼 마리오 월드》(Super Mario World)는 닌텐도가 제작한 1990년 플랫폼 게임이다. 슈퍼 패미컴 플랫폼으로 개발됐으며 일본서 1990년 11월 21일 처음 출시됐다. 북미 지역에선 1991년, 유럽에서 1992년 발매됐다. 일본 발매 당시 제목은 《슈퍼 마리오 월드: 슈퍼 마리오 브라더스 4》였다.
본작의 무대는 요시가 거주하는 섬 공룡 랜드로, 플레이어가 마리오를 조종해 악당 쿠파와 그의 부하 쿠파7인조를 무찌르고 피치 공주를 구하는 것이 목표이다. 게임플레이는 전작들과 대동소이하며 마리오로서 일련의 레벨들을 돌파하는 것이 주요 진행구조이다. 마리오가 날 수 있는 새 파워업 망토마리오와 시리즈 최초의 탈것 요시가 추가됐으며, 일부 레벨은 새로운 길이 열리는 비밀출구가 있는 등 다양한 추가요소들이 존재한다.
닌텐도 내 개발부서 닌텐도 정보개발본부가 개발을 맡았으며, 게임 감독은 데즈카 다카시이고 프로듀서는 시리즈 제작자 미야모토 시게루였다. 슈퍼 패미컴으로 개발된 첫 번째 《마리오》 게임으로서 게임기의 성능을 과시하기 위해 모드 7같은 다양한 기술을 사용했다. 패밀리 컴퓨터에서 구상됐으나 하드웨어의 한계로 적용하지 못했던 요시가 본작에서 처음 구현됐다.
《슈퍼 마리오 월드》는 출시 당시 전폭적인 호평을 받았다. 전세계 판매량은 2천만 장 이상으로 슈퍼 패미컴 사상 가장 많이 팔린 게임이다. 1991년에 DIC 엔터테인먼트가 제작한 동명의 애니메이션이 방영됐다. 1994년 슈퍼 패미컴 합본 게임 《슈퍼 마리오 올스타즈》에 리메이크돼 수록됐으며, 2001년 게임보이 어드밴스 게임 《슈퍼 마리오 어드밴스 2》로서 재발매됐다. 그 외 버추얼 콘솔이나 닌텐도 스위치 온라인같은 디지털 플랫폼으로 재출시됐다.

## 게임 플레이
전작인 슈퍼 마리오브라더스 3의 아이템 중 다수가 사라지거나 변경되고, 새로 만들어진 아이템도 있다. 예를 들면, 슈퍼 마리오브라더스 3에서 나왔던 슈퍼나뭇잎 아이템은 깃털 아이템으로 변경되어, 깃털 아이템을 사용하면 마리오가 망토를 두르게 되어 있다. 슈퍼 마리오브라더스 3의 나뭇잎 아이템은 일정 시간 동안만 날 수 있지만, 슈퍼 마리오 월드의 깃털 아이템은 조작만 잘 하면 계속 날 수도 있다.
그리고 슈퍼 마리오브라더스 3에서 도입되었던 아이템 보관함 시스템이 다소 많이 바뀌어, 게임 플레이 중 보관된 아이템을 사용이 가능하나, 맵 화면에서는 사용하지 못하게 되어 있다. 또한 하나의 아이템만 보관할 수 있으며, 아이템이 마리오 또는 루이지에게 적용되지 않았을 때만 보관이 가능하다.
또한 슈퍼패미컴은 버튼이 더 많아졌기 때문에 전작보다 마리오의 움직임이 더욱 다양해졌다. 예를 들면, 위 버튼을 누르면 마리오가 위쪽을 올려다보고, A버튼으로 스핀 점프를 하는 등 여러 가지가 추가 되었다.

## 아이템
- 슈퍼 버섯

작은 마리오가 슈퍼마리오로 변하고, 스핀점프로 아래쪽의 스핀 블록을 부술 수 있게 된다.
- 파이어 플라워

불을 쏴 적을 제압할 수 있다. 스핀점프를 할 때 양쪽 방향으로 파이어볼을 쏜다.(이번 작에서 거의 안 쓰는 아이템이 되었다…)
- 깃털

전작에 파이어마리오를 잉여 아이템으로 만든 주범…거의 슈퍼 마리오 시리즈 역사상 최고로 강한 아이템이라 봐도 나쁠건 없다.마리오를 망토 마리오로 변신해준다. 망토를 휘둘러 적을 죽일 수 있으며, 천천히 떨어지고 또 전속력으로 달리면 날 수 있다. 잘 조종하면 무한히 날기도 한다. 망토를 스핀 블록 옆에서 휘두르면 스핀 블록이 회전한다.
- P풍선

먹으면 제한 시간 동안 마리오가 크게 부풀어 오르며 자유롭게 원하는 방향으로 떠다닐 수 있다.
슈퍼 마리오 메이커 2에서도 다시 등장하지만 일정 시간이 아닌,다치지 않는한 무한 시간 지속 가능하다. (일정 시간이 아니라 데미지 즉, 적이나 가시 등의 함정과 부딪쳐야 지만 풀린다는 뜻)
- 슈퍼스타

마리오를 제한 시간 동안 무적으로 만들어 준다.
- 요시알

요시가 쿠파의 마법 때문에 갇혀 있는 알이다. 요시알에서 요시가 깨어 나오며, 만약 이미 요시가 월드 상에 나와 있다면 알에서 1-UP 버섯이 대신 나온다.
이 역시 슈퍼 마리오 메이커,그 후속작인슈퍼 마리오 메이커 2에서도 등장하며,메이커 2에서는 빨강 요시도 나오고,다른 플레이어를 잡아 입에 넣을 수 있다.
- 아기 요시

아기 요시는 스타 월드 스테이지에서 찾을 수 있다. 땅에 떨어져 있는 요시알에서 부화하는데 들고 다닐 수 있다. 들고 다니는 상태에서 아기 요시는 적을 5마리 삼키거나 버섯, 파이어플라워, 슈퍼스타 등의 아이템을 먹으면 성체 요시로 변한다.
- 요시 날개

요시를 타고 있을 경우에만 쓸 수 있다. 요시와 마리오를 하늘 높이 날려주며 요시를 파란색으로 바꿔준다.

## 평가
| 평가 |                      |
| --- | -------------------- |
| 통합 점수 통합사 점수 게임랭킹스 94% [ 8 ] 평론 점수 평론사 점수 올게임 [ 9 ] (SNES) 패미츠 GBA 34/40 [ 10 ] 게임 인포머 10/10 [ 11 ] IGN GBA 9.3/10 [ 12 ] VC 8.5/10 [ 13 ] |                      |
| 통합 점수 |                      |
| 통합사 | 점수                 |
| 게임랭킹스 | 94%                  |
| 평론 점수 |                      |
| 평론사 | 점수                 |
| 올게임 | (SNES)               |
| 패미츠 | GBA 34/40            |
| 게임 인포머 | 10/10                |
| IGN | GBA 9.3/10 VC 8.5/10 |

## 슈퍼 마리오 어드밴스 2
슈퍼 마리오 어드밴스 2(スーパーマリオアドバンス2)는 슈퍼 마리오 월드를 게임보이 어드밴스로 이식한 비디오 게임이다. 다른 슈퍼 마리오 어드밴스 시리즈와 마찬가지로 마리오브라더스가 합본으로 포함되어 있다. 게임보이 어드밴스의 버튼 수의 제약으로 스핀 점프가 A버튼에서 R버튼으로 옮겨갔으며, 원작에서 월드 맵의 색반전이 스페셜 월드를 클리어하면 발생하던 것이 본작에서는 96개의 출구를 모두 찾아야 발생하며, 또한 드래곤 코인을 다 모으면 이들이 피치 코인으로 바뀌는 등 세부적인 메커니즘의 변화가 있다.

## 같이 보기
- 마리오 시리즈의 연도별 목록

## 참조

### 주해
1. ↑  일본어: スーパーマリオワールド: スーパーマリオブラザーズ4, 영어: Super Mario World: Super Mario Bros. 4